# Francesco Saverio Bassi
Francesco Saverio Bassi (Carpineto Sinello, 10 febbraio 1745 – Chieti, 26 marzo 1821) è stato un arcivescovo cattolico italiano.
Era figlio del barone Michele Bassi e di Vincenza Torricella, nobile di Chieti.

## Biografia
Entrò nell'ordine dei Padri celestini (O.S.B.Coel.) presso la Badia Morronese. Successivamente studiò teologia a Roma, dove divenne amico di Gregorio Chiaramonti, futuro papa Pio VII.
Fu nominato XXX arcivescovo di Chieti il 18 dicembre 1796.
Fu il primo prelato giacobino nel Regno di Napoli. Infatti, in una lettera indirizzata al generale Louis François Coutard, comandante delle truppe francesi in Abruzzo, rese omaggio alle istituzioni repubblicane.
Nel 1799 fece leggere durante le funzioni religiose brani del filosofo francese Mably, che era stato proibito da re Ferdinando IV di Borbone, e nei primi anni dell'Ottocento mostrò comprensione verso le cospirazioni carbonare.
Con le suddette attività l'arcivescovo si attirò il rancore di Re Ferdinando IV fin al punto di essere inquisito per istigazione contro le istituzioni.
Morì a Chieti il 26 marzo 1821.

## Genealogia episcopale
La genealogia episcopale è:
- Cardinale Scipione Rebiba
- Cardinale Giulio Antonio Santori
- Cardinale Girolamo Bernerio, O.P.
- Arcivescovo Galeazzo Sanvitale
- Cardinale Ludovico Ludovisi
- Cardinale Luigi Caetani
- Cardinale Ulderico Carpegna
- Cardinale Paluzzo Paluzzi Altieri degli Albertoni
- Papa Benedetto XIII
- Papa Benedetto XIV
- Papa Clemente XIII
- Cardinale Enrico Benedetto Stuart
- Arcivescovo Francesco Saverio Bassi, O.S.B.Coel.